# Внешняя политика Тринидада и Тобаго
Внешняя политика Тринидада и Тобаго — общий курс Тринидада и Тобаго в международных делах. Внешняя политика регулирует отношения Тринидада и Тобаго с другими государствами. Реализацией этой политики занимается министерство иностранных дел Тринидада и Тобаго.

## История
В 1956 году Тринидад и Тобаго получил статус самоуправления и пошёл по националистическому и независимому курсу во внешней политике и активно участвовал в международных и региональных организациях, таких как Организация Объединённых Наций (ООН) и Организация американских государств (ОАГ). Тринидад и Тобаго настаивал на независимости от внешней политики Соединённых Штатов Америки (США) и праве поддерживать отношения с коммунистическими странами, особенно с Кубой. Страна была сторонником тесного сотрудничества среди стран Вест-Индии, до тех пор пока это не оказало негативного влияния на внутреннюю экономику. Тринидад и Тобаго был одним из основателей Карибской ассоциации свободной торговли (CARIFTA), а также важным членом Карибского сообщества (КАРИКОМ), которое было основано в 1973 году.
До обретения независимости в 1962 году премьер-министр Тринидада и Тобаго Эрик Уильямс занимал позицию по достижению суверенитета государства и права принимать самостоятельные решения. Он боролся и добился права присутствовать в качестве представителя суверенного государства с США и Великобританией на конференции 1960 года, которая решила судьбу базы США в Чагуарамасе. Вследствие экономических соображений Эрик Уильямс также принял решение о выходе из Федерации Вест-Индии в 1962 году. Оба эти решения иллюстрируют фундаментальную политику автономии и заботы об уровне жизни населения, который был намного выше, чем на других островах Карибского бассейна. Реализация обеих этих политик была значительно облегчена благодаря существенным нефтяным доходам и стабильности правительства.
После обретения независимости Тринидад и Тобаго присоединился ко многим международным организациям и стал участвовать в них. Вступил в Содружество наций, а затем был принят в ООН. В марте 1967 года Тринидад и Тобаго стал первым членом ОАГ из карибских стран Содружества наций, а в июне следующего года подписал Межамериканский договор о взаимной помощи (Пакт Рио-де-Жанейро 1947 года) став, таким образом, частью межамериканского механизма региональной безопасности в рамках Устава ООН. В этих организациях традиционно придерживался политики Движения неприсоединения и уважения суверенитета государств, которую в конце 1980-х годов стало проводить правительство Артура Робинсона. Тринидад и Тобаго придерживался независимой позиции на заседаниях ООН. В 1985-86 годах в Генеральной Ассамблее ООН только 17,8 % голосов Тринидада и Тобаго были поддержкой позиции США. Страна выступила против торгового эмбарго в отношении Никарагуа и поддерживала противоборствующие стороны по другим вопросам, важным для Соединённых Штатов.
Тринидад и Тобаго также демонстрировал свою независимость от внешнеполитических инициатив Соединённых Штатов в ОАГ. В 1972 году Тринидад и Тобаго, Барбадос, Ямайка и Гайана бросили вызов США и ОАГ и установили дипломатические отношения с Кубой. После того как ОАГ отменила санкции против Кубы в 1975 году, Эрик Уильямс посетил Кубу, а также Советский Союз, Венгрию, Румынию и Китай. Однако, Эрик Уильямс не был впечатлен Кубой и в своей предвыборной кампании 1976 года использовал пример с Кубой, чтобы продемонстрировать превосходство капитализма. Тринидад и Тобаго неоднозначно относится к установлению более тесных связей с Кубой, поддерживая дипломатические отношения, но не поощряя кубинские инициативы.
Хотя Тринидад и Тобаго осудил переворот 1983 года против премьер-министра Гренады Мориса Руперта Бишопа и ввёл санкции против Народно-Революционного Правительства Гренады, он выступил против последующего вторжения США и их союзников в Гренаду. Премьер-министр Джордж Чемберс осудил применение силы в качестве «первого средства», заявив, что должно было быть найдено невоенное решение проблемы. Джордж Чемберс был возмущен тем, что с ним не провели консультации перед началом военной операции, поскольку в то время он занимал пост председателя КАРИКОМ. Правительство Тринидада и Тобаго заняло позицию, согласно которой кризис на Гренаде являлся делом стран Вест-Индии и исключительной ответственностью народов и правительств этого региона. Джордж Чемберс и министр иностранных дел Бэзил Инс считали, что военное вмешательство в Гренаду Соединённых Штатов и ряда стран Карибского бассейна создает опасный прецедент для вторжений в другие государства региона. Тем не менее правительство Тринидада и Тобаго выразило готовность стать частью миротворческих сил.
Общественное мнение в Тринидаде и Тобаго не в полном объёме поддержало позицию правительства по Гренаде. Опрос, проведенный независимой исследовательской группой в стране, показал, что 63 % считают применение силы единственной альтернативой. Большинство (56 %) считали, что Тринидад и Тобаго должен был «присоединиться к вторжению»; 61 % считал, что решение большинства государств КАРИКОМ «пригласить» вооружённые силы Соединённых Штатов было «оправданным». Политика Тринидада и Тобаго в отношении Гренады повлияла на его отношения с некоторыми соседями по Содружеству наций в Вест-Индии. После переворота против Мориса Бишопа, Тринидад и Тобаго разместил солдат вдоль северного и южного побережья, чтобы предотвратить незаконные высадки беженцев из Гренады и наложить дополнительные ограничения на иммиграцию из этой страны. Отношения с Барбадосом также были напряжёнными, поскольку между странами существовал спор о том, был ли посол Тринидада и Тобаго на Барбадосе полностью информирован о планах направить армейские соединения в этот регион.
Несмотря на национализм и независимость, Тринидад и Тобаго сохранил сильную привязанность к Великобритании. В апреле 1982 года Тринидад и Тобаго присоединился к Чили, Колумбии и США, воздержавшихся от голосования по резолюции ОАГ, в которой признавался суверенитет Аргентины над Фолклендскими островами. В следующем месяце присоединился к тем же трем странам, которые воздержались от резолюции, осуждающей британскую военную операцию на Фолклендах и призывающей Соединённые Штаты прекратить оказывать помощь Великобритании.
Тринидад и Тобаго также продемонстрировали своё уважение к британцам в Конституции, сохранив Судебный комитет Тайного совета в Лондоне в качестве высшей апелляционной инстанции. Опросы населения, проведённые непосредственно перед вступлением в силу Конституции, показали, что многие граждане считали, что возможность обращения к Тайному совету в Лондоне приведёт к более справедливому решению, чем в судах Тринидада и Тобаго. Опрос также показал, что 52 % ответивших согласились с утверждением, что в «Тринидаде и Тобаго было бы лучше, если бы он не стал независимым от Великобритании». Только 18 % были за независимость.
Политика Тринидада и Тобаго благоприятствовала экономическому росту среди стран Карибского бассейна до тех пор, пока это сотрудничество не стало угрожать уровню жизни населения. В 1961 году после выхода Ямайки из Федерации Вест-Индии, Тринидад и Тобаго последовал этому примеру в следующем году, поскольку не хотел нести ответственность за восемь небольших, гораздо более бедных островов. Половина всех тринидадцев, опрошенных в 1976 году, согласились с утверждением, что «Тринидад и Тобаго должен идти своим путем и не беспокоиться о судьбе Карибских островов». Тем не менее, Тринидад и Тобаго был щедрым к своим карибским соседям в годы, когда нефть имела большую стоимость. Общая помощь Тринидада и Тобаго составила почти 300 миллионов долларов США и включала выдачу грантов для стран региона, создание совета по оказанию помощи для предоставления займов другим странам, а также создание предприятий по переработке нефти, производству асфальта и удобрений, чтобы помочь своим партнерам по КАРИКОМ оплатить расходы за увеличившуюся стоимость импорта. Однако в 1980-х годах цены на нефть упали и правительство ввело систему лицензирования импорта и двойных обменных курсов, которые жестко ограничивали импорт товаров из Тринидада и Тобаго из стран КАРИКОМ. К 1986 году внутрирегиональная торговля составляла лишь немногим более 5 % от общего объема импорта страны.
Вскоре после победы на выборах в декабре 1986 года Артур Робинсон пообещал, что правительство страны займется развитием внутрирегиональной торговли. Он заявил о стремлении к более тесным отношениям со странами Карибского бассейна, пригласив всех лидеров КАРИКОМ на торжественное открытие парламента в январе 1987 года. Шесть карибских лидеров приняли приглашение, в том числе премьер-министр Барбадоса Эррол Барроу, который встречался с Артуром Робинсоном в апреле для обсуждения права на рыболовство и подписания соглашение о воздушном сообщении на Карибах. Артур Робинсон также предложил провести конференцию КАРИКОМ в мае 1988 года. К середине 1987 года правительство Тринидада и Тобаго отменило 12 % пошлину для импорта 8 из 11 стран КАРИКОМ.
В конце 1980-х годов отношения Тринидада и Тобаго с Венесуэлой были тёплыми, но не развитыми, несмотря на географическую близость двух стран. В сентябре 1986 года президент Венесуэлы Хайме Лусинчи посетил Тринидад и Тобаго по приглашению премьер-министра Джорджа Чемберса, став первым президентом Венесуэлы, посетившим это государство. Споры о правах на рыболовство были разрешены подписанием в соглашения 1985 года, подписанном во время визита  Хайме Лусинчи, а также в ряде других соглашений о промышленном и техническом сотрудничестве. В то же время для членов береговой охраны Сил обороны Тринидада и Тобаго были организованы курсы испанского языка. Однако, к 1987 году правительство Тринидада и Тобаго подвергло критике соглашение о рыболовстве как наносящее ущерб интересам страны. Несколько раз венесуэльские пограничники задерживали рыбацкие лодки из Тринидада и Тобаго и изымали груз. Страны надеялись решить эту проблему путём организации совместного патрулирования спорных районов.